# Cantón de Tuffé
El cantón de Tuffé era una división administrativa francesa, que estaba situada en el departamento de Sarthe y la región de Países del Loira.

## Composición
El cantón estaba formado por trece comunas:
- Beillé
- Boëssé-le-Sec
- Bouër
- Duneau
- La Bosse
- La Chapelle-Saint-Rémy
- Le Luart
- Prévelles
- Saint-Denis-des-Coudrais
- Saint-Hilaire-le-Lierru
- Sceaux-sur-Huisne
- Tuffé
- Vouvray-sur-Huisne

## Supresión del cantón de Tuffé
En aplicación del Decreto n.º 2014-234 de 24 de febrero de 2014, el cantón de Tuffé fue suprimido el 22 de marzo de 2015 y sus 13 comunas pasaron a formar parte del nuevo cantón de La Ferté-Bernard.